# Aniceto Ortega
Aniceto de los Dolores Luis Gonzaga Ortega del Villar (ur. 17 kwietnia 1825; zm. 17 listopada 1875) – meksykański lekarz i chirurg oraz kompozytor i pianista. Autor opery Guatimotzin.

## Życiorys
Aniceto Ortega urodził się w Tulancingo w stanie Hidalgo w Meksyku, w dniu 17 kwietnia 1825 roku jako drugi z trzech synów Francisca Ortegi i Marí Josefy del Villary. Jego ojciec był politykiem walczącym w meksykańskim ruchu niepodległościowym oraz autorem patriotycznych wierszy dramatycznych, México libre. Zarówno Ancieto jak i jego starszy brat, Francisco, studiowali medycynę na Wydziale lekarskim Narodowego Uniwersytetu w mieście Meksyk. Tam specjalizował się w położnictwie i ginekologii oraz otrzymał dyplom w 1845. Po ukończeniu kolejnych studiów medycznych w Paryżu we Francji, został profesorem na uczelni medycznej w Meksyku oraz jednym z założycieli, a później dyrektorem pierwszego szpitala w Meksyku dla kobiet i dzieci o nazwie Casa de Maternidad e Infancia.
Ortega miał również karierę jako muzyk. Jego pierwsza kompozycja Marcha Saragossie z 1862 roku, została nazwana przez Ignacio Zaragoze patriotyczną i stała się drugim hymnem narodowym Meksyku. Skomponował dwa inne marsze, Potosina i Republicana i kilka utworów na fortepianie w tym Invocación Beethoven, po raz pierwszy wykonany w 1867 roku. W roku 1866 stał się jednym z założycieli Sociedad Filarmónica Mexicana, która odgrywała kluczową rolę w tworzeniu meksykańskiego Conservatorio Nacional de Música (z hiszp. Narodowe konserwatorium muzyczne). Jego opera, Guatimotzin, była jedną z pierwszych oper wykorzystującą natywny temat meksyku. Guatimotzin premierę miała 13 września 1871 w Gran Teatro Nacional w mieście Meksyk, z Ángelą Peraltą i Enrico Tamberlikiem w rolach głównych.
Aniceto Ortega zmarł w wieku 50 lat, dnia 17 listopada 1875 w mieście Meksyk i został pochowany w kaplicy Escuela Nacional de Medicina. Park w miejscowości Pachuca został nazwany na jego cześć.

## Dzieła
Utwory fortepianowe
- Invocación a Beethoven
- Elegía, amor e inocencia
- Romanza sin palabras
- El canto de la huilota
- Recuerdo de amistad (dedykowane meksykańskiemu kompozytorowi i pianiście, Tomásowi Leónowi)

Walce
- Enriqueta (walco-jarabe)
- Brillante

Marsze
- Zaragoza
- Potosina
- Republicana

Opery
- Guatimotzin (w 9 scenach do libretto autorstwa José Cuellara)